# Capitano generale da mar

Vaandel van Venetië in oorlogstijd: de leeuw van Sint Marcus op een gesloten boek.

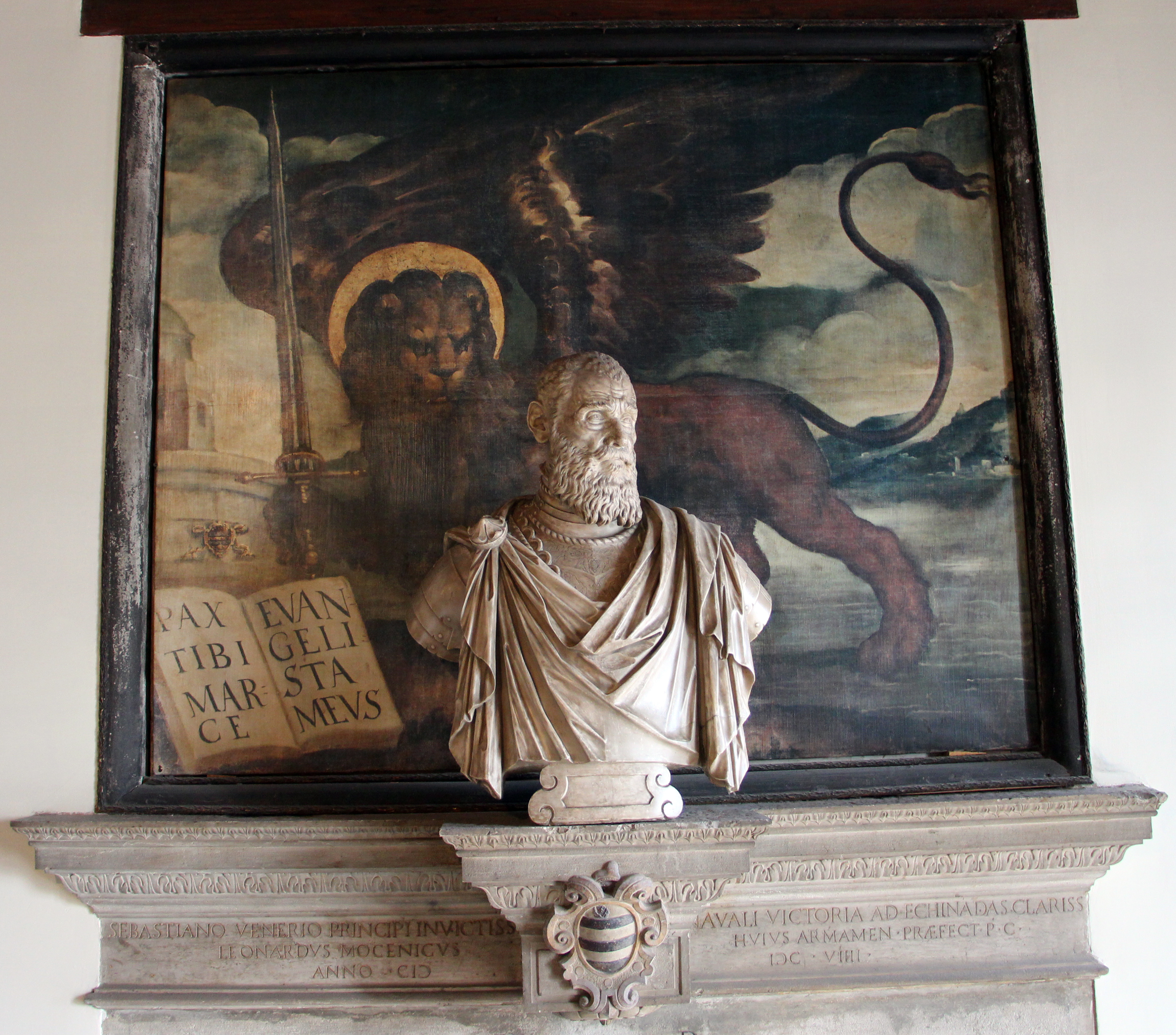
Buste van Veniero, capitano generale da mar tijdens de Slag bij Lepanto

De Capitano generale da mar was de opperbevelhebber, in oorlogstijd, van de vloot van de republiek Venetië. Dit militair ambt voor een belangrijke admiraal bestond van de 14e tot de 18e eeuw.

## Kandidatuur
Enkel in oorlogstijd ging de republiek over tot het verkiezen van een capitano generale da mar. De kandidaat was een admiraal en moest uitgebreide oorlogservaring hebben, bijvoorbeeld in de Levant of in de Egeïsche Zee. Een andere vereiste die meespeelde, was dat de kandidaat vermogend moest zijn; hij was het immers die de republiek op luisterrijke wijze moest vertegenwoordigen bij de bondgenoten en bij de hulptroepen. Dit ging, afhankelijk van de oorlog, om troepen uit de Pauselijke Staat,  Maltese ridders, hertogdom Toscane, republiek Genua, koninkrijken Spanje en Portugal.
De verkiezing vond plaats door de Grote Raad van de republiek Venetië, in het Italiaans Maggior Consiglio genoemd. Deze raad telde tussen de 2.000 en 3.000 leden. Het was dan ook aan de Grote Raad dat de capitano generale da mar na de oorlog rapporteerde.

## Bevoegdheden
De capitano generale da mar had uitgebreide bevoegdheden voor de duur van de zeeoorlog. Hij nam beslissingen in naam van de doge en vertegenwoordigde Venetië bij de bondgenoten en hulptroepen, over wie hij het oppergezag had. Hij had bevoegdheid over alle proveditori en andere ambtenaren in de kolonies van Venetië. Hij besliste over het gebruik van staatsfinanciën om de zeeoorlog te bekostigen.
Nochtans kon hij over een zaak niet op zijn eentje beslissen: het algemeen beleid van de oorlogsvoering. Dit werd besproken en beslist in de Raad van Oorlog. Deze Raad of Consulta mocht hij wel voorzitten. De Raad bestond uit alle admiraals van Venetië, de bevelhebbers van de hulptroepen en een commissaris van de doge. In het geval dat de capitano generale da mar een landing voorzag, zetelde er eveneens een generaal van het landleger in de Raad.
Indien de capitano generale da mar sneuvelde, nam de hoogste proveditor in rang het bevel over. Dit was de provveditore generale da mar ofwel de hoogste ambtenaar voor de vloot.

## Admiraalsschip
Traditioneel voer de capitano generale da mar op een schip in het midden van de Venetiaanse vloot. Andere zeemogendheden deden dit niet zo, zoals de Ottomaanse vloot. Daar kon de grootvizier bijvoorbeeld het bevel voeren vanop een schip op de zijflank. De Senaat van Venetië bevestigde, na een verhit debat, dat de capitano generale da mar moest plaats nemen op het middelste schip van de vloot (1695). Dit was immers de traditie.
Op zijn schip wapperde de oorlogsvlag van Venetië: de Leeuw van Sint Marcus die een boek gesloten houdt. Dit in tegenstelling tot de vlag in vredestijd waar de leeuw op een open geslagen boek staat.

## Enkele admiraals die capitano generale da mar waren
- Carlo Zen (15e eeuw) tijdens de Slag bij Modon (1403)
- Sebastiano Veniero (16e eeuw) tijdens de Slag bij Lepanto (1571)
- Francesco Erizzo (17e eeuw) bij de aanvang van de Kretenzische oorlog; Erizzo was doge toen hij capitano generale da mar werd.
- Alvise Leonardo Mocenigo (17e eeuw) tijdens de Kretenzische oorlog
- Francesco Morosini (17e eeuw) tijdens een deel van de Moreaanse oorlog
- Andrea Pisani (18e eeuw) tijdens het einde van de Tweede Moreaanse oorlog, ook genoemd de achtste Ottomaans-Venetiaanse oorlog (1714–1718)
- Angelo Emo (18e eeuw), laatste capitano generale da mar van de republiek Venetië: bij zeeslagen in Noord-Afrika.